# Odjuret och hans lärling
Odjuret och hans lärling (japanska: バケモノの子, Bakemono no ko?), är en japansk animerad film från 2015. Den regisserades av Mamoru Hosoda och animerades av Studio Chizu. Filmen blev 2015 år näst mest sedda på japanska biografer.

## Handling
Historien handlar om nioårige Ren som i filmens inledning precis förlorat sin mor, som han bott tillsammans med efter föräldrarnas skilmässa. Han saknar nära kontakter till sin far och beger sig i besvikelse över mänskligheten ut på gartorna i Shibuya.
I det parallella universumet Jūtengai – odjurens kungarike – är ett tronskifte på gång. Två kandidater till att ta över tronen presentera sig: den populäre Iōzen med sina många lärjungar och den delvis håglöse Kumametsu. Härskaren bland odjuren, Bakemono, ber ensamvargen Kumametsu att ta sig lärlingar för att kunna kandidera till tronen. Så Kumametsu tar sig med sin kumpan Tatara till Tokyos gator för att leta upp en lärling och stöter där på Ren, som inledningsvis avfärdar förslaget med kraft.
Ren är dock nyfiken på de märkliga främlingarna, följer efter dem och befinner sig innan han vet ordet av i en annan värld – Jūtengai. Där blir han kvar, och filmen följer härefter den omaka duon Kumametsus och Rens försök att bilda ett mästare-lärling-duo. Kumametsu ger Ren lärlingsnamnet Kyūta, och de kommande lärlingsstudierna ger efter många försök slutligen resultat.
I handlingen spelar Iōzens son Ichirōhiko en allt större roll. Hans dunkla ursprung och oanade krafter leder till en kamp som går över dimensionsgränserna. Kampen försiggår i Tokyo, där Ren träffat den unga studenten och Kaede och dessutom råkar på sin far. I slutet av filmen måste Ren/Kyūta välja vilken dimension som han vill leva i.

## Rollista
| Roll                  | Japanska                             |
| --------------------- | ------------------------------------ |
| Kumatetsu (熊徹)      | Kōji Yakusho                         |
| Kyūta (九太)/Ren (蓮) | Shōta Sometani, Aoi Miyazaki (barn)  |
| Kaede (楓)            | Suzu Hirose                          |
| Tatara (多々良)       | Yo Oizumi                            |
| Hyakushūbō (百秋坊)   | Lily Franky                          |
| Sōshi (宗師)          | Masahiko Tsugawa                     |
| Iōzen (猪王山)        | Kazuhiro Yamaji                      |
| Ichirōhiko (一郎彦)   | Mamoru Miyano, Haru Kuroki (barn)    |
| Jirōmaru (二郎丸)     | Kappei Yamaguchi, Momoka Ono (child) |
| Chiko (チコ)          | Sumire Morohoshi                     |
| Kyūtas far            | Keishi Nagatsuka                     |
| Kyūtas mor            | Kumiko Aso                           |

## Mottagande
Odjuret och hans lärling blev den mest sedda inhemska biofilmen 2015.